# Lisa Schmitz
Lisa Schmitz (* 4. Mai 1992 in Köln) ist eine deutsche Fußballtorhüterin. Sie steht seit 2025 beim Bundesligisten 1. FC Köln unter Vertrag und absolvierte bislang 2 Spiele für die deutsche A-Nationalmannschaft. Lisa Schmitz stand unter anderem für Topteams wie den Vfl Wolfsburg und Bayer 04 Leverkusen unter Vertrag.

## Karriere

### Vereine
Schmitz kam über ihren Vater und ihren älteren Bruder zum Fußballspielen und trat als E-Jugendliche Germania Zündorf bei. Dort spielte sie einige Jahre in Jungenmannschaften, ehe sie im Sommer 2008 zum Zweitligisten Bayer 04 Leverkusen wechselte. In Leverkusen war sie seitdem Stammtorhüterin und stieg mit ihrer Mannschaft 2010 in die Bundesliga auf. Bei ihrem Debüt am 15. August 2010 (1. Spieltag) verlor sie mit ihrer Mannschaft beim FCR 2001 Duisburg mit 0:9. 2014 und 2015 wurde sie beim DFB-Hallenpokal zur besten Torhüterin gewählt und konnte das Turnier 2015 mit ihrer Mannschaft gewinnen. Nach sieben Jahren und insgesamt 121 Punktspielen in Leverkusen verkündete sie am 9. April 2015 ihren Wechsel zum 1. FFC Turbine Potsdam, bei dem sie einen ab 1. Juli 2015 gültigen Zweijahresvertrag unterschrieb. Nach 69 Spielen in 4 Jahren verkündete Schmitz ihren Weggang von Turbine Potsdam und wechselte nach Frankreich, wo sie am 17. Juni 2019 beim HSC Montpellier unterschrieb.
Anfang März 2023 verpflichtete der VfL Wolfsburg Schmitz ablösefrei zur Saison 2023/24. Zur Saison 2025/2026 wechselte sie zum 1. FC Köln, wo sie einen Vertrag bis 2027 unterschrieb.

### Nationalmannschaft
Die Torhüterin debütierte am 11. April 2007 gegen die Auswahl Englands für die U15-Nationalmannschaft und durchlief in der Folge bis zur U20-Nationalmannschaft sämtliche Juniorinnenauswahlen des DFB. Mit der U17-Nationalmannschaft wurde sie 2008 Europameister und belegte im selben Jahr Rang drei bei der U17-Weltmeisterschaft in Neuseeland. Bei beiden Turnieren blieb sie als Ersatztorhüterin hinter Anna Felicitas Sarholz bzw. Almuth Schult jedoch ohne Einsatz. Im folgenden Jahr war Schmitz erneut für die U17-Europameisterschaft nominiert, musste aber aufgrund einer Knieverletzung kurzfristig passen. 2011 wurde sie von Trainerin Maren Meinert für die U19-Europameisterschaft in Italien nominiert, die das deutsche Team nach einem 8:1-Erfolg im Finale gegen Norwegen gewann. Schmitz kam dabei nach einer Verletzung von Stammtorhüterin Laura Benkarth in vier der fünf Partien zum Einsatz. 2012 gehörte sie zunächst zum deutschen Kader für die U20-Weltmeisterschaft in Japan, sagte ihre Teilnahme aufgrund einer Meniskusoperation jedoch ab. Am 6. April 2017 wurde sie für das Freundschaftsspiel gegen Kanada am 9. April als Ersatz für die verletzte Lisa Weiß erstmals in den Kader der A-Nationalmannschaft berufen. Am 10. Juni 2018 debütierte sie in der A-Nationalmannschaft, die im kanadischen Hamilton mit 3:2 gegen die Nationalmannschaft Kanadas gewann.

## Erfolge
Verein
- Meister 2. Bundesliga Süd 2010 und Aufstieg in die Bundesliga (mit Bayer 04 Leverkusen)
- DFB-Hallenpokal-Sieger 2015 (mit Bayer 04 Leverkusen)
- DFB-Pokal-Sieger 2024 (mit VfL Wolfsburg)

Nationalmannschaft
- U19-Europameister 2011
- U17-Europameister 2008
- Dritte der U17-Weltmeisterschaft 2008